# Bullata analuciae
Bullata analuciae là một loài ốc biển, là động vật thân mềm chân bụng sống ở biển trong họ Marginellidae, họ ốc mép.

## Hình ảnh

- Tập tin:BullataAnaluciaeRare.jpg